# Puliciphora calva
Puliciphora calva är en tvåvingeart som beskrevs av Schmitz 1951. Puliciphora calva ingår i släktet Puliciphora och familjen puckelflugor. Inga underarter finns listade i Catalogue of Life.